# Riskykidd
Riskykidd, (англ. Riskykidd; род. 17 июня 1994 года, в Афинах, Греция) — греческий рэпер, который совместно с дуэтом «Freaky Fortune» представлял Грецию на конкурсе песни «Евровидение 2014», с песней «Rise Up». Заняли в финале 20 место.